# Mia Wasikowska
Mia Wasikowska (ur. 25 października 1989 w Canberze) – australijska aktorka pochodzenia polskiego.

## Życiorys

### Młodość
Urodziła się 25 października 1989 roku w Canberze. Jej matka, Marzena Wasikowska – z zawodu fotografka – pochodzi z Polski, natomiast jej ojciec, John Reid jest australijskim fotografem i kolażystą. Mia jest drugim z trojga dzieci – ma starszą siostrę i młodszego brata. W 1998 roku, kiedy miała 8 lat, Wasikowska i jej rodzina mieszkała w Szczecinie przez prawie rok. Od czasu do czasu aktorka odwiedza Polskę. W wolnym czasie jest zapaloną fotografką.
Wasikowska trenowała balet od 9 do 15 roku życia. Przez dwa lata tego okresu treningi trwały 35 godzin tygodniowo. W wieku 14 lat zrezygnowała z baletu. Powiedziała: „zbyt dużą wagę przywiązywano do zdobywania fizycznej perfekcji, moje nastawienie stało się wtedy negatywne – twoje poczucie własnej wartości może w takiej sytuacji po prostu upaść”.

### Kariera
Stała się popularna dzięki roli Sophie w amerykańskim serialu telewizyjnym Terapia. Po nim podjęła próbę w filmach zza oceanu. Seria mniejszych ról poprowadziła ją do pojawienia się w dziełach Tima Burtona Alicja w Krainie Czarów (główna rola), oraz w adaptacji Cary’ego Fukunagi Jane Eyre (2011). W tych dwóch filmach wcieliła się w postać tytułową. Za rolę w filmie Wieczorne słońce została nominowana do Independent Spirit Awards 2009.
W wywiadach Mia Wasikowska podkreśla, że jest Polką z Australii i kocha kino Kieślowskiego.

## Filmografia
Filmy fabularne
- 2020: Bergman Island jako Ami

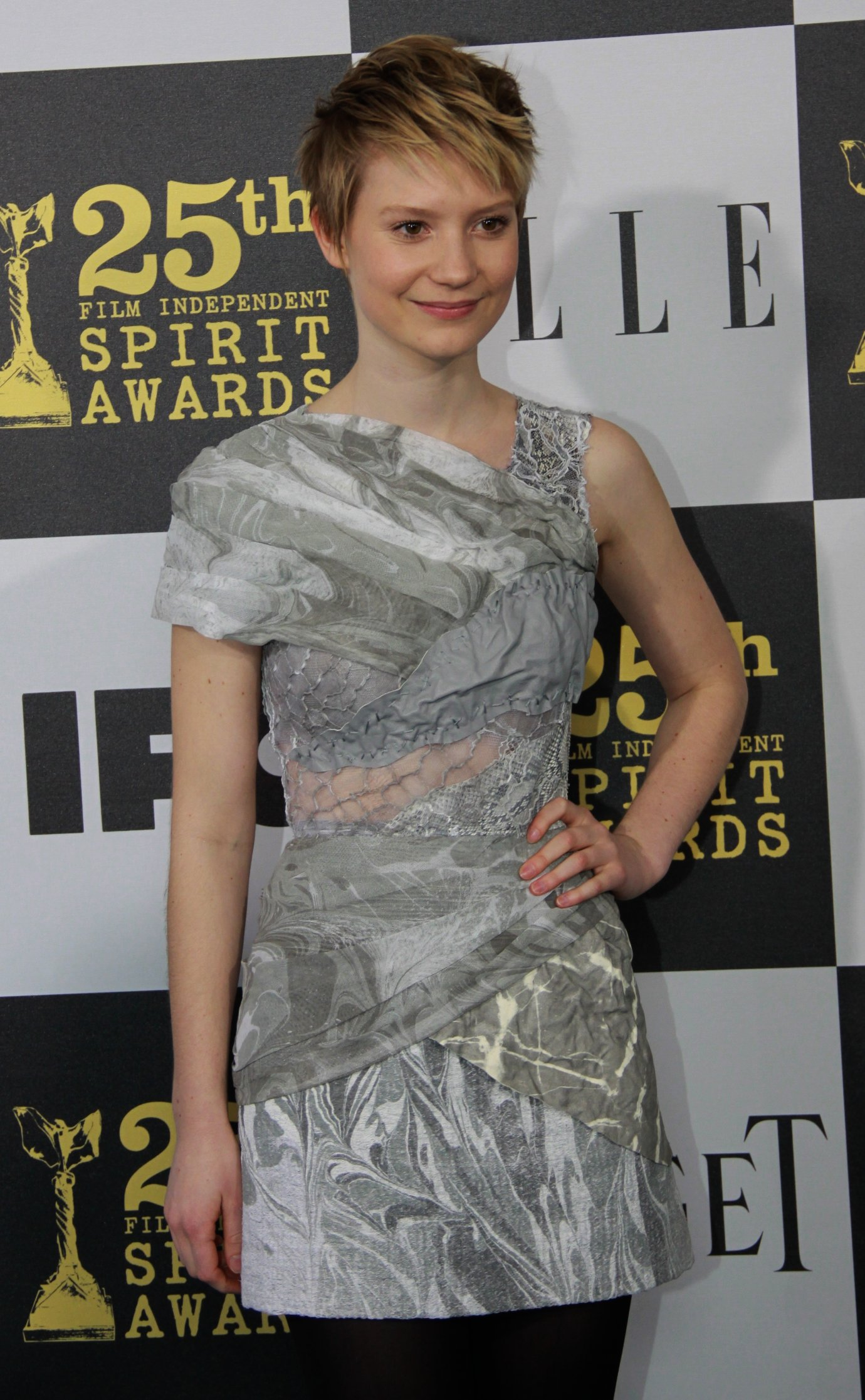
Mia Wasikowska w 2010

- 2020: Diabeł wcielony (The Devil All the Time) jako Helen Hatton
- 2017: Damsel jako Penelope
- 2017: Kryptonim HHhH (HHhH) jako Anna Novak
- 2016: Alicja po drugiej stronie lustra jako Alicja Kingsleigh
- 2015: Crimson Peak. Wzgórze krwi (Crimson Peak) jako Edith Cushing
- 2014: Pani Bovary jako Emma Bovary
- 2014: Mapy gwiazd (Maps to the Stars) jako Agatha Weiss
- 2013: Ścieżki (Tracks) jako Robyn Davidson
- 2013: Sobowtór (The Double) jako Hannah
- 2013: Tylko kochankowie przeżyją (Only Lovers Left Alive) jako Ava
- 2013: Stoker jako India Stoker
- 2012: Gangster (Lawless) jako Bertha Minnix
- 2011: Albert Nobbs jako Helen
- 2011: Restless jako Annabel
- 2011: Jane Eyre jako Jane Eyre
- 2010: Alicja w Krainie Czarów (Alice in Wonderland) jako Alicja Kingsleigh
- 2010: Wszystko w porządku (The Kids Are All Right) jako Joni
- 2009: Amelia Earhart (Amelia) jako Elinor Smith
- 2009: Wieczorne słońce (That Evening Sun) jako Pamela Choat
- 2008: Opór (Defiance) jako Chaya Dziencielsky
- 2008: Summer Breaks jako Kara
- 2008: I Love Sarah Jane jako Sarah Jane
- 2007: September jako Amelia Hamilton
- 2007: Zabójca (Rogue) jako Sherry
- 2007: Skin jako Emma
- 2007: Cosette jako Cosette
- 2006: Lens Love Story jako Dziewczyna
- 2006: Szatański plan (Suburban Mayhem) jako Lilya

Seriale telewizyjne
- 2008: Terapia (In Treatment) jako Sophie
- 2004–2005: Cena życia (All Saints) jako Lily Watson